# Passalus punctiger
Passalus punctiger  (лат.) — вид сахарных жуков рода Passalus из семейства пассалиды (Passalidae). США, Мексика, Карибские острова (Тринидад и Тобаго, Гренада, Ямайка) и далее на юг до Аргентины. 
Среднего размера жуки, которые имеют длину около 3 см (от 31,5 до 38,3 мм), буровато-чёрные, блестящие. Булава усиков с 3 ламеллами.
Тело вытянутое, уплощённое. Надкрылья в глубоких продольных желобках. От близкого вида Passalus interstitialis отличается более крупными размерами и менее плоским телом. 